# 円山 (釧路総合振興局)
円山（まるやま）もしくは高山（たかやま）は、北海道の釧路郡釧路町にある標高204.8mの山である。山頂には一等三角点「老者舞山」が設置されている。

## 概要
摩周岳から釧路川左岸に沿って尻羽岬まで伸びる尾根上の先端部に位置する山で、海岸沿いにありながらも釧路町では最も標高が高く、海からは目立つ山であったため沖合の漁船からは目印になっていたという。山頂すぐ東を道道142号が通じているが、この道沿いには北海道の中でも屈指の難読地名がついた集落いくつも存在するため「難読地名ロード」と呼ばれ道中には看板が設置されており、円山は和名由来の山名であるものの周囲と同じように看板が設置されている。なお三角点名になっている「老者舞」は「おしゃまっぷ」と読み、円山から南東側に流れる沢に老者舞地区がある。
昔に円山の渡り神とされる巨熊がおり、時々街道でうたた寝することがあったが人を襲わず、アイヌの狩りの対象となることもなく神として崇めたという伝説がある。
登山道は存在しないものの、円山山頂には電波塔が設置されておりその管理道が道道142号から通じているため管理道を通って山頂へ行くがメインルートで道道から距離が非常に近いため往復は15分程である。